# Insieme: canzoni di augurio e di speranza
Insieme: canzoni di augurio e di speranza è stato uno speciale televsivo condotto da Loretta Goggi, in onda il 28 dicembre 1971 alle 22:15 sul secondo programma. 
Regia di Piero Turchetti.
Serata trasmessa anche su Radio Rai la sera del 31 dicembre.

## Ospiti
Intervengono durante la serata: Al Bano, Alberto Maria Merli, Patty Pravo, Marisa Sannia, Sergio Endrigo, Little Tony, Bruno Lauzi, Peppino Gagliardi, i Vianella, Rosanna Fratello ed altri.